# Paleokastro (Samos)
Das Dorf Paleokastro (griechisch Παλαιόκαστρο (n. sg.)) liegt ca. 3 km südöstlich der Stadt Samos auf der gleichnamigen griechischen Insel. Paleokastro hat 502 Einwohner und zusammen mit den umliegenden Siedlungen bildet es die Ortsgemeinschaft Paleokastro (Τοπική Κοινότητα Παλαιοκάστρου Topikí Kinótita Paleokástrou) mit insgesamt 707 Einwohnern.

## Lage
Die Ortsgemeinschaft Paleokastro erstreckt sich auf einer Fläche von 20,677 km² im Südosten der Insel. Das türkische Festland liegt südlich gegenüber der Straße von Mykali in weniger als 2 km Entfernung. Zur Ortsgemeinschaft zählen auch zwei unbewohnte Inseln; Kasonisi ist in geringer Entfernung der Ostküste vorgelagert und Vareloudi bei Psili Ammos der Südküste. Nach Westen und Norden grenzt der Stadtbezirk Vathy an. An der buchtenreichen Küste liegen die Siedlungen Charavgi (auch als Kerveli bezeichnet) Posidonio, Klima und Psili Ammos. Das Dorf Paleokastro liegt abseits des Meeres auf einer kleinen fruchtbaren Hochebene.

## Geschichte
Die Überreste einer antiken Befestigungsanlage mit Zyklopenmauerwerk in der Nähe des Dorfes sind namensgebend für Paleokastro. In byzantinischer Zeit unterstand die nahegelegene Kirche Agios Tryphon dem Athoskloster Ivrion. Das Dorf Paleokastro wurde erstmals 1633 in einem osmanischen Kopfsteuer-Register mit 20 Familien aufgeführt. Nach einem Bericht aus der zweiten Hälfte des 17. Jahrhunderts hatte Palaiocastro 100 Häuser und eine Kirche. Der gute Wein besonders den Muscat wurde erwähnt. Im Jahr 1702 erwähnte Tournefort Paleocastro in einer Auflistung der Inseldörfer. Dagegen ist die Beschreibung der Bucht von Posidonio als Hafen ausführlicher. An dem als port des galères bezeichneten Hafen lagen die Ruinen einer alten Stadt mit den Überresten zweier Tempel.
Mit der Umsetzung der Gemeindereform nach dem Kapodistrias-Programm im Jahr 1997 erfolgte die Eingliederung von Paleokastro in die Gemeinde Vathy. Nach dem Zusammenschluss der ehemaligen Gemeinden der Insel nach der Verwaltungsreform 2010 zur Gemeinde Samos (Δήμος Σάμου Dímos Sámou), zählt Paleokastro durch die Gebietskorrektur 2019 zur neu gegründeten Gemeinde Anatoliki Samos.
Einwohnerentwicklung von Paleokastro
| Name        | griechischer Name | 1913 | 1920 | 1928 | 1940 | 1951 | 1961 | 1971 | 1981 | 1991 | 2001 | 2011 |
| ----------- | ----------------- | ---- | ---- | ---- | ---- | ---- | ---- | ---- | ---- | ---- | ---- | ---- |
| Paleokastro | Παλαιόκαστρο      | 0952 | 1054 | 1233 | 1151 | 0957 | 0786 | 0554 | 0527 | 0551 | 0557 | 0502 |
| Argyros     | Αργυρός           |      |      |      |      |      |      |      |      |      | 0011 | 0045 |
| Klima       | Κλήμα             |      |      |      |      |      |      |      | 0002 | 0011 | 0006 | 0026 |
| Posidonio   | Ποσειδώνιο        |      |      |      |      |      |      | 0031 | 0008 | 0025 | 0037 | 0031 |
| Charavgi    | Χαραυγή           |      |      |      |      |      |      |      | 0016 | 0016 | 0028 | 0054 |
| Psili Ammos | Ψιλή Άμμος        |      |      |      |      |      |      | 0028 | 0020 | 0051 | 0045 | 0049 |
| Gesamt      | Gesamt            |      | 1054 | 1233 | 1151 | 957  | 786  | 613  | 573  | 654  | 684  | 707  |